# Celeste Naucalpan
Celeste Naucalpan ist eine Frauenfußballmannschaft aus Naucalpan, einem Vorort von Mexiko-Stadt, der sich im Bundesstaat México befindet. Die Mannschaft gehört zu dem in Naucalpan ansässigen Kosmetikunternehmen Celeste.
Ihre Heimspiele trägt die Mannschaft von Celeste im Estadio de la Unidad Cuauhtémoc in Naucalpan aus.
Der bislang größte Erfolg der Celestes (dt. die Himmelblauen) war der Gewinn der mexikanischen Frauenfußballmeisterschaft im Torneo Apertura 2010, den sich die Mannschaft aus Naucalpan durch einen Finalsieg im Elfmeterschießen gegen den Rekordmeister Reinas del SUEUM de Morelia sichern konnte. Bereits ein Jahr zuvor war es in der Apertura 2009 zu einer Finalbegegnung zwischen diesen beiden Mannschaften gekommen, die damals noch die Reinas de Morelia, ebenfalls im Elfmeterschießen, zu ihren Gunsten entscheiden konnten.